# Mistrzostwa Azji i Oceanii w Hokeju na Lodzie Kobiet 2023
1. Mistrzostwa Azji i Oceanii w Hokeju na Lodzie 2023 organizowane przez IIHF odbyły się w Tajlandii. Miastem organizującym turniej był Bangkok. Zmagania zostały rozegrane w dniach 30 kwietnia–7 maja 2023 roku.

## Faza grupowa
Grupa A
| 30 kwietnia 2023 | Singapur | 2:1 pk. | Malezja | Thailand International Ice Hockey Arena, Bangkok |

| Szczegóły      | Szczegóły                                   | Szczegóły                 | Szczegóły                | Szczegóły                                                                                             |
| -------------- | ------------------------------------------- | ------------------------- | ------------------------ | --- |
| Godzina: 17:00 | W. L. Lim (EQ/EA) 58:05 E. Kwek (GWG) 65:00 | (0:1, 0:0, 1:0, 0:0, 1:0) | 16:19 (PP) H. M. Hazurin | Widzów: 100 Sędzia główny: Georgie Ann Regencia Sędziowie liniowi: Su Ying Karen Chong Park Jung Yoon |
| Godzina: 17:00 | 8 min. kar                                  |                           | 35 min. kar              | Widzów: 100 Sędzia główny: Georgie Ann Regencia Sędziowie liniowi: Su Ying Karen Chong Park Jung Yoon |

| 30 kwietnia 2023 | Tajlandia | 11:0 | Zjednoczone Emiraty Arabskie | Thailand International Ice Hockey Arena, Bangkok |

| Szczegóły      | Szczegóły | Szczegóły       | Szczegóły   | Szczegóły                                                                      |
| -------------- | --- | --------------- | ----------- | ------------------------------------------------------------------------------ |
| Godzina: 20:30 | S. Panyamaneerat (EQ) 06:36 T. Yannakornthanapunt (EQ) 09:57 S. Thamma (EQ) 10:24 P. Sae-Jear (EQ) 12:44 S. Panyamaneerat (EQ) 14:07 S. Thamma (PP) 18:44 S. Panyamaneerat (EQ) 20:38 S. Jittresin (PP) 26:01 T. Yannakornthanapunt (EQ) 33:56 A. Pothong (EQ) 50:57 T. Yannakornthanapunt (EQ) 59:30 | (6:0, 3:0, 2:0) |             | Widzów: 142 Sędzia główny: Song Meina Sędziowie liniowi: Aiko Hoshi Li Mengjie |
| Godzina: 20:30 | 8 min. kar |                 | 10 min. kar | Widzów: 142 Sędzia główny: Song Meina Sędziowie liniowi: Aiko Hoshi Li Mengjie |

| 1 maja 2023 | Singapur | 5:2 | Zjednoczone Emiraty Arabskie | Thailand International Ice Hockey Arena, Bangkok |

| Szczegóły      | Szczegóły                                                                                          | Szczegóły       | Szczegóły                                         | Szczegóły                                                                            |
| -------------- | -------------------------------------------------------------------------------------------------- | --------------- | ------------------------------------------------- | ------------------------------------------------------------------------------------ |
| Godzina: 17:00 | T. Yeoh (PP) 05:18 T. Yeoh (EQ) 16:37 W. L. Lim (EQ) 25:13 W. L. Lim (EQ) 38:51 K. Chin (EQ) 46:29 | (2:0, 2:0, 1:2) | 49:02 (EQ) F. Al Mazrouei 51:42 (EQ) D. Al Hosani | Widzów: 102 Sędzia główny: Song Meina Sędziowie liniowi: Maryam Aldayouli Li Mengjie |
| Godzina: 17:00 | 8 min. kar                                                                                         |                 | 10 min. kar                                       | Widzów: 102 Sędzia główny: Song Meina Sędziowie liniowi: Maryam Aldayouli Li Mengjie |

| 1 maja 2023 | Malezja | 0:11 | Tajlandia | Thailand International Ice Hockey Arena, Bangkok |

| Szczegóły      | Szczegóły   | Szczegóły       | Szczegóły | Szczegóły                                                                                     |
| -------------- | ----------- | --------------- | --- | --------------------------------------------------------------------------------------------- |
| Godzina: 20:30 |             | (0:4, 0:5, 0:2) | 02:18 (EQ) P. Khanpakdee 05:05 (PP) W. Rattananai 11:00 (SH) S. Panyamaneerat 15:44 (EQ) T. Yannakornthanapunt 24:05 (SH) S. Panyamaneerat 32:40 (PP) S. Thamma 37:24 (EQ) P. Khanpakdee 38:04 (EQ) S. Thamma 38:42 (EQ) P. Vorawat 45:40 (EQ) K. Chueyklang 58:46 (PP) S. Thamma | Widzów: 289 Sędzia główny: Mei Wah Wan Sędziowie liniowi: Su Ying Karen Chong Ottilia Classon |
| Godzina: 20:30 | 10 min. kar |                 | 8 min. kar | Widzów: 289 Sędzia główny: Mei Wah Wan Sędziowie liniowi: Su Ying Karen Chong Ottilia Classon |

| 3 maja 2023 | Zjednoczone Emiraty Arabskie | 3:4 | Malezja | Thailand International Ice Hockey Arena, Bangkok |

| Szczegóły      | Szczegóły                                                                   | Szczegóły       | Szczegóły                                                                                            | Szczegóły                                                                           |
| -------------- | --------------------------------------------------------------------------- | --------------- | --- | ----------------------------------------------------------------------------------- |
| Godzina: 17:00 | N. Bensammoud (PP) 08:14 F. Al Mazrouei (EQ) 24:45 N. Bensammoud (SH) 59:03 | (1:0, 1:3, 1:1) | 28:51 (EQ) H. M. Hazurin 36:16 (EQ) Z. R. Abdullah 36:26 (EQ) J. W. C. Lee 45:28 (EQ) Z. R. Abdullah | Widzów: 155 Sędzia główny: Mei Wah Wan Sędziowie liniowi: Aiko Hoshi Park Jung Yoon |
| Godzina: 17:00 | 20 min. kar                                                                 |                 | 12 min. kar                                                                                          | Widzów: 155 Sędzia główny: Mei Wah Wan Sędziowie liniowi: Aiko Hoshi Park Jung Yoon |

| 3 maja 2023 | Tajlandia | 13:2 | Singapur | Thailand International Ice Hockey Arena, Bangkok |

| Szczegóły      | Szczegóły | Szczegóły       | Szczegóły                            | Szczegóły                                                                             |
| -------------- | --- | --------------- | ------------------------------------ | ------------------------------------------------------------------------------------- |
| Godzina: 20:30 | S. Thamma (EQ) 04:15 T. Yannakornthanapunt (PP) 19:54 T. Yannakornthanapunt (EQ) 21:04 S. Thamma (EQ) 26:06 S. Panyamaneerat (EQ) 26:58 P. Vorawat (PP) 28:16 S. Jittresin (PP2) 29:42 T. Yannakornthanapunt (EQ) 34:39 P. Vorawat (EQ) 41:32 S. Thamma (SH) 43:17 W. Rattananai (EQ) 46:50 S. Panyamaneerat (EQ) 53:15 S. Panyamaneerat (EQ) 59:56 | (2:0, 6:0, 5:2) | 44:45 (PP) J. Mak 59:32 (EQ) T. Yeoh | Widzów: 259 Sędzia główny: Davida Paul Sędziowie liniowi: Sarah Kinninment Li Mengjie |
| Godzina: 20:30 | 18 min. kar |                 | 34 min. kar                          | Widzów: 259 Sędzia główny: Davida Paul Sędziowie liniowi: Sarah Kinninment Li Mengjie |

Tabela
| Lp. | Zespół                       | M | Pkt | Z | Zd | Pd | P | G+ | G- | +/− |
| --- | ---------------------------- | - | --- | - | -- | -- | - | -- | -- | --- |
| 1.  | Tajlandia                    | 3 | 9   | 3 | 0  | 0  | 0 | 35 | 2  | +33 |
| 2.  | Singapur                     | 3 | 5   | 2 | 0  | 0  | 1 | 9  | 16 | -7  |
| 3.  | Malezja                      | 3 | 4   | 1 | 0  | 0  | 2 | 5  | 16 | -11 |
| 4.  | Zjednoczone Emiraty Arabskie | 3 | 0   | 0 | 0  | 0  | 3 | 5  | 20 | -15 |

    = awans do półfinałów     = awans do ćwierćfinałów 
Grupa B
| 30 kwietnia 2023 | Kuwejt | 1:3 | Kirgistan | Thailand International Ice Hockey Arena, Bangkok |

| Szczegóły      | Szczegóły             | Szczegóły       | Szczegóły                                                                     | Szczegóły                                                                                     |
| -------------- | --------------------- | --------------- | ----------------------------------------------------------------------------- | --------------------------------------------------------------------------------------------- |
| Godzina: 10:00 | Y. Alenezi (EQ) 01:50 | (1:1, 0:1, 0:1) | 00:55 (EQ) N. Karybekowa 24:52 (EQ) A. Imangaziewa 53:12 (EQ) A. Abdymanapowa | Widzów: 48 Sędzia główny: Mei Wah Wan Sędziowie liniowi: Su Ying Karen Chong Sarah Kinninment |
| Godzina: 10:00 | 16 min. kar           |                 | 2 min. kar                                                                    | Widzów: 48 Sędzia główny: Mei Wah Wan Sędziowie liniowi: Su Ying Karen Chong Sarah Kinninment |

| 30 kwietnia 2023 | Indie | 1:17 | Iran | Thailand International Ice Hockey Arena, Bangkok |

| Szczegóły      | Szczegóły            | Szczegóły       | Szczegóły | Szczegóły                                                                                 |
| -------------- | -------------------- | --------------- | --- | ----------------------------------------------------------------------------------------- |
| Godzina: 13:30 | S. Chotso (PP) 03:34 | (1:4, 0:7, 0:6) | 09:35 (EQ) N. Arjmand Rashidabad 12:01 (EQ) A. Heydari 16:10 (PP) E. Modirdehghan 17:25 (EQ) D. Farzamnia 20:24 (PP) H. Poorhashemi 22:05 (EQ) A. Heydari 24:23 (EQ) E. Modirdehghan 27:28 (EQ) F. Esmaeili 30:20 (EQ) D. Farzamnia 34:12 (EQ) F. Esmaeili 38:38 (EQ) N. Khorram 40:44 (EQ) H. Poorhashemi 43:33 (EQ) F. Shahsavand 49:14 (PP) A. Heydari 55:36 (EQ) D. Farzamnia 56:01 (EQ) F. Esmaeili 58:27 (EQ) E. Modirdehghan | Widzów: 32 Sędzia główny: Davida Paul Sędziowie liniowi: Maryam Aldayouli Ottilia Classon |
| Godzina: 13:30 | 10 min. kar          |                 | 8 min. kar | Widzów: 32 Sędzia główny: Davida Paul Sędziowie liniowi: Maryam Aldayouli Ottilia Classon |

| 1 maja 2023 | Kuwejt | 0:20 | Iran | Thailand International Ice Hockey Arena, Bangkok |

| Szczegóły      | Szczegóły   | Szczegóły       | Szczegóły | Szczegóły                                                                                |
| -------------- | ----------- | --------------- | --- | ---------------------------------------------------------------------------------------- |
| Godzina: 10:00 |             | (0:5, 0:6, 0:9) | 02:37 (SH) N. Arjmand Rashidabad 09:14 (EQ) Y. Bahrami Dizicheh 13:33 (PP) A. Heydari 16:09 (EQ) N. Khorram 18:21 (PP) N. Khorram 21:11 (EQ) F. Esmaeili 21:54 (EQ) A. Heydari 27:14 (EQ) F. Shahsavand 29:57 (PP) N. Khorram 33:47 (EQ) F. Esmaeili 37:27 (EQ) Diba Farzamnia 41:24 (EQ) E. Modirdehghan 42:43 (PP) A. Heydari 43:02 (EQ) D. Farzamnia 44:30 (EQ) Diba Farzamnia 45:18 (SH) F. Esmaeili 52:15 (EQ) E. Modirdehghan 55:00 (EQ) N. Khorram 56:52 (PP) E. Modirdehghan 57:58 (EQ) A. Heydari | Widzów: 53 Sędzia główny: Davida Paul Sędziowie liniowi: Maryam Aldayouli Park Jung Yoon |
| Godzina: 10:00 | 10 min. kar |                 | 4 min. kar | Widzów: 53 Sędzia główny: Davida Paul Sędziowie liniowi: Maryam Aldayouli Park Jung Yoon |

| 1 maja 2023 | Kirgistan | 0:3 | Indie | Thailand International Ice Hockey Arena, Bangkok |

| Szczegóły      | Szczegóły  | Szczegóły       | Szczegóły                                                          | Szczegóły                                                                                     |
| -------------- | ---------- | --------------- | ------------------------------------------------------------------ | --------------------------------------------------------------------------------------------- |
| Godzina: 13:30 |            | (0:2, 0:0, 0:1) | 04:57 (EQ) S. Yangsket 08:47 (EQ) D. C. Angmo 56:06 (PP) T. Dolkar | Widzów: 42 Sędzia główny: Georgie Ann Regencia Sędziowie liniowi: Aiko Hoshi Sarah Kinninment |
| Godzina: 13:30 | 4 min. kar |                 | 2 min. kar                                                         | Widzów: 42 Sędzia główny: Georgie Ann Regencia Sędziowie liniowi: Aiko Hoshi Sarah Kinninment |

| 3 maja 2023 | Iran | 26:0 | Kirgistan | Thailand International Ice Hockey Arena, Bangkok |

| Szczegóły      | Szczegóły | Szczegóły        | Szczegóły  | Szczegóły                                                                                    |
| -------------- | --- | ---------------- | ---------- | -------------------------------------------------------------------------------------------- |
| Godzina: 10:00 | H. Poorhashemi (EQ) 05:25 D. Farzamnia (EQ) 06:49 F. Esmaeili (EQ) 07:42 A. Heydari (EQ) 08:48 F. Esmaeili (EQ) 09:43 D. Farzamnia (EQ) 10:51 F. Shahsavand (EQ) 11:21 N. Khorram (EQ) 17:00 E. Modirdehghan (EQ) 17:47 E. Modirdehghan (EQ) 21:09 A. Gharouni (EQ) 23:04 A. Sanaei (EQ) 28:03 F. Esmaeili (EQ) 33:08 A. Heydari (EQ) 33:55 N. Arjmand Rashidabad (PP) 35:17 F. Esmaeili (PP) 38:46 F. Shahsavand (EQ) 41:14 D. Farzamnia (EQ) 43:19 F. Esmaeili (EQ) 44:32 N. Khorram (EQ) 47:52 F. Esmaeili (EQ) 48:37 F. Esmaeili (EQ) 51:21 H. Poorhashemi (EQ) 54:06 N. Khorram (EQ) 55:07 H. Poorhashemi (EQ) 56:05 E. Modirdehghan (EQ) 57:55 | (9:0, 7:0, 10:0) |            | Widzów: 42 Sędzia główny: Georgie Ann Regencia Sędziowie liniowi: Ottilia Classon Aiko Hoshi |
| Godzina: 10:00 | 0 min. kar |                  | 4 min. kar | Widzów: 42 Sędzia główny: Georgie Ann Regencia Sędziowie liniowi: Ottilia Classon Aiko Hoshi |

| 3 maja 2023 | Indie | 6:0 | Kuwejt | Thailand International Ice Hockey Arena, Bangkok |

| Szczegóły      | Szczegóły | Szczegóły       | Szczegóły  | Szczegóły                                                                                     |
| -------------- | --- | --------------- | ---------- | --------------------------------------------------------------------------------------------- |
| Godzina: 13:30 | S. Dolkar (EQ) 04:45 M. Angmo (EQ) 23:04 T. Chuskit (EQ) 30:31 P. Dolker (EQ) 38:37 P. Dolker (EQ) 43:45 S. Chotso (SH) 59:31 | (1:0, 3:0, 2:0) |            | Widzów: 102 Sędzia główny: Song Meina Sędziowie liniowi: Maryam Aldayouli Su Ying Karen Chong |
| Godzina: 13:30 | 4 min. kar |                 | 6 min. kar | Widzów: 102 Sędzia główny: Song Meina Sędziowie liniowi: Maryam Aldayouli Su Ying Karen Chong |

Tabela
| Lp. | Zespół    | M | Pkt | Z | Zd | Pd | P | G+ | G- | +/− |
| --- | --------- | - | --- | - | -- | -- | - | -- | -- | --- |
| 1.  | Iran      | 3 | 9   | 3 | 0  | 0  | 0 | 63 | 1  | +62 |
| 2.  | Indie     | 3 | 6   | 2 | 0  | 0  | 1 | 10 | 17 | -7  |
| 3.  | Kirgistan | 3 | 3   | 1 | 0  | 0  | 2 | 3  | 30 | -27 |
| 4.  | Kuwejt    | 3 | 0   | 0 | 0  | 0  | 3 | 1  | 29 | -28 |

    = awans do ćwierćfinałów     = mecz o miejsca 7-8

## Faza pucharowa
Ćwierćfinały
| 4 maja 2023 | Malezja | 2:3 | Indie | Thailand International Ice Hockey Arena, Bangkok |

| Szczegóły      | Szczegóły                                           | Szczegóły       | Szczegóły                                                      | Szczegóły                                                                                     |
| -------------- | --------------------------------------------------- | --------------- | -------------------------------------------------------------- | --------------------------------------------------------------------------------------------- |
| Godzina: 17:00 | Z. R. Abdullah (EQ) 14:51 Z. R. Abdullah (EQ) 55:13 | (1:1, 0:1, 1:1) | 18:31 (EQ) S. Angmo 31:08 (EQ) S. Dolkar 47:20 (SH) T. Chuskit | Widzów: 125 Sędzia główny: Song Meina Sędziowie liniowi: Maryam Aldayouli Su Ying Karen Chong |
| Godzina: 17:00 | 4 min. kar                                          |                 | 8 min. kar                                                     | Widzów: 125 Sędzia główny: Song Meina Sędziowie liniowi: Maryam Aldayouli Su Ying Karen Chong |

| 4 maja 2023 | Zjednoczone Emiraty Arabskie | 0:14 | Iran | Thailand International Ice Hockey Arena, Bangkok |

| Szczegóły      | Szczegóły   | Szczegóły       | Szczegóły | Szczegóły                                                                                    |
| -------------- | ----------- | --------------- | --- | -------------------------------------------------------------------------------------------- |
| Godzina: 20:30 |             | (0:2, 0:4, 0:8) | 06:19 (EQ) N. Arjmand Rashidabad 06:33 (EQ) Y. Bahrami Dizicheh 21:40 (PP) E. Modirdehghan 27:50 (EQ) F. Esmaeili 28:01 (EQ) D. Farzamnia 32:59 (EQ) H. Poorhashemi 41:29 (EQ) F. Esmaeili 42:53 (EQ) A. Heydari 48:59 (EQ) N. Khorram 49:33 (EQ) F. Shahsavand 56:32 (EQ) F. Esmaeili 57:00 (EQ) Diba Farzamnia 58:18 (EQ) N. Khorram 59:59 (EQ) A. Heydari | Widzów: 155 Sędzia główny: Georgie Ann Regencia Sędziowie liniowi: Li Mengjie Park Jung Yoon |
| Godzina: 20:30 | 10 min. kar |                 | 6 min. kar | Widzów: 155 Sędzia główny: Georgie Ann Regencia Sędziowie liniowi: Li Mengjie Park Jung Yoon |

Mecz o siódme miejsce
| 6 maja 2023 | Kirgistan | 1:0 | Kuwejt | Thailand International Ice Hockey Arena, Bangkok |

| Szczegóły      | Szczegóły                  | Szczegóły       | Szczegóły  | Szczegóły                                                                                |
| -------------- | -------------------------- | --------------- | ---------- | ---------------------------------------------------------------------------------------- |
| Godzina: 10:00 | A. Abdymanapowa (EQ) 27:11 | (0:0, 1:0, 0:0) |            | Widzów: 125 Sędzia główny: Georgie Ann Regencia Sędziowie liniowi: Aiko Hoshi Li Mengjie |
| Godzina: 10:00 | 6 min. kar                 |                 | 4 min. kar | Widzów: 125 Sędzia główny: Georgie Ann Regencia Sędziowie liniowi: Aiko Hoshi Li Mengjie |

Mecz o piąte miejsce
| 6 maja 2023 | Malezja | 3:4 pd. | Zjednoczone Emiraty Arabskie | Thailand International Ice Hockey Arena, Bangkok |

| Szczegóły      | Szczegóły                                                                       | Szczegóły            | Szczegóły                                                                                  | Szczegóły                                                                                  |
| -------------- | ------------------------------------------------------------------------------- | -------------------- | ------------------------------------------------------------------------------------------ | ------------------------------------------------------------------------------------------ |
| Godzina: 13:30 | N. I. Mohd Rothi (PP) 05:59 J. W. C. Lee (EQ) 06:18 N. I. Mohd Rothi (EQ) 08:44 | (3:0, 0:2, 0:1, 0:1) | 28:17 (EQ) O. Murphy 29:57 (EQ) M. Al Suwaidi 59:14 (EQ/EA) O. Murphy 61:47 (EQ) O. Murphy | Widzów: 178 Sędzia główny: Mei Wah Wan Sędziowie liniowi: Maryam Aldayouli Ottilia Classon |
| Godzina: 13:30 | 6 min. kar                                                                      |                      | 10 min. kar                                                                                | Widzów: 178 Sędzia główny: Mei Wah Wan Sędziowie liniowi: Maryam Aldayouli Ottilia Classon |

Półfinały
| 6 maja 2023 | Tajlandia | 13:0 | Indie | Thailand International Ice Hockey Arena, Bangkok |

| Szczegóły      | Szczegóły | Szczegóły       | Szczegóły   | Szczegóły                                                                                 |
| -------------- | --- | --------------- | ----------- | ----------------------------------------------------------------------------------------- |
| Godzina: 17:00 | P. Dejthai (EQ) 04:31 S. Thamma (EQ) 06:05 A. Pothong (EQ) 18:09 S. Panyamaneerat (EQ) 24:52 S. Jittresin (EQ) 30:40 P. Dejthai (PP) 32:37 T. Yannakornthanapunt (EQ) 35:24 T. Yannakornthanapunt (EQ) 36:13 S. Panyamaneerat (EQ) 41:25 S. Panyamaneerat (EQ) 45:57 K. Chueyklang (PP) 49:48 A. Pothong (PP) 54:49 S. Thamma (EQ) 59:20 | (3:0, 5:0, 5:0) |             | Widzów: 210 Sędzia główny: Davida Paul Sędziowie liniowi: Sarah Kinninment Park Jung Yoon |
| Godzina: 17:00 | 2 min. kar |                 | 10 min. kar | Widzów: 210 Sędzia główny: Davida Paul Sędziowie liniowi: Sarah Kinninment Park Jung Yoon |

| 6 maja 2023 | Singapur | 0:3 | Iran | Thailand International Ice Hockey Arena, Bangkok |

| Szczegóły      | Szczegóły  | Szczegóły       | Szczegóły                                                         | Szczegóły                                                                               |
| -------------- | ---------- | --------------- | ----------------------------------------------------------------- | --------------------------------------------------------------------------------------- |
| Godzina: 20:30 |            | (0:1, 0:1, 0:1) | 09:06 (EQ) F. Esmaeili 31:31 (SH) A. Sanaei 48:03 (EQ) A. Heydari | Widzów: 120 Sędzia główny: Song Meina Sędziowie liniowi: Su Ying Karen Chong Aiko Hoshi |
| Godzina: 20:30 | 6 min. kar |                 | 10 min. kar                                                       | Widzów: 120 Sędzia główny: Song Meina Sędziowie liniowi: Su Ying Karen Chong Aiko Hoshi |

Mecz o trzecie miejsce
| 7 maja 2023 | Singapur | 3:1 | Indie | Thailand International Ice Hockey Arena, Bangkok |

| Szczegóły      | Szczegóły                                                  | Szczegóły       | Szczegóły            | Szczegóły                                                                            |
| -------------- | ---------------------------------------------------------- | --------------- | -------------------- | ------------------------------------------------------------------------------------ |
| Godzina: 16:00 | W. L. Lim (EQ) 06:20 J. Quek (EQ) 10:14 T. Yeoh (EQ) 15:52 | (3:0, 0:1, 0:0) | 35:39 (EQ) S. Chotso | Widzów: 160 Sędzia główny: Song Meina Sędziowie liniowi: Sarah Kinninment Li Mengjie |
| Godzina: 16:00 | 4 min. kar                                                 |                 | 6 min. kar           | Widzów: 160 Sędzia główny: Song Meina Sędziowie liniowi: Sarah Kinninment Li Mengjie |

Finał
| 7 maja 2023 | Tajlandia | 3:1 | Iran | Thailand International Ice Hockey Arena, Bangkok |

| Szczegóły      | Szczegóły                                                                              | Szczegóły       | Szczegóły                   | Szczegóły                                                                                |
| -------------- | -------------------------------------------------------------------------------------- | --------------- | --------------------------- | ---------------------------------------------------------------------------------------- |
| Godzina: 19:30 | S. Thamma (EQ) 01:25 T. Yannakornthanapunt (EQ) 41:33 T. Yannakornthanapunt (EQ) 54:48 | (1:0, 0:1, 2:0) | 27:07 (EQ) Z. Rezaei Jafari | Widzów: 530 Sędzia główny: Davida Paul Sędziowie liniowi: Ottilia Classon Park Jung Yoon |
| Godzina: 19:30 | 18 min. kar                                                                            |                 | 10 min. kar                 | Widzów: 530 Sędzia główny: Davida Paul Sędziowie liniowi: Ottilia Classon Park Jung Yoon |

Statystyki indywidualne
- Klasyfikacja strzelców:  Fatemeh Esmaeili: 17 goli[1]
- Klasyfikacja asystentów:  Thipwarintorn Yannakornthanapunt: 14 asyst[2]
- Klasyfikacja kanadyjska:  Fatemeh Esmaeili: 26 punktów[3]
- Klasyfikacja kanadyjska obrońców:  Suwipa Panyamaneerat: 16 punktów[4]
- Klasyfikacja +/−:  Suwipa Panyamaneerat: +29[5]
- Klasyfikacja skuteczności interwencji bramkarzy:  Thamida Kunthadapakorn: 98,00%[6]
- Klasyfikacja średniej goli straconych na mecz bramkarzy:  Thamida Kunthadapakorn: 0,23 goli[6]
- Klasyfikacja minut kar:  Nurul Ain Khadijah Mohd Zaki: 35 minut[7]

Nagrody indywidualne
Dyrektoriat turnieju wybrał trójkę najlepszych zawodników na każdej pozycji:
- Bramkarz:  Thamida Kunthadapakorn
- Obrońca:  Kiarra Chin
- Napastnik:  Fatemeh Esmaeili

## Klasyfikacja końcowa
| Msc. | Reprezentacja                |
| ---- | ---------------------------- |
|      | Tajlandia                    |
|      | Iran                         |
|      | Singapur                     |
| 4    | Indie                        |
| 5    | Zjednoczone Emiraty Arabskie |
| 6    | Malezja                      |
| 7    | Kirgistan                    |
| 8    | Kuwejt                       |